# Tupperware
Tupperware es una marca registrada y patentada por el químico estadounidense Earl Tupper en 1947.

## Historia
En 1947 presentó el llamado «tazón maravilla», un recipiente plástico para poder transportar comida herméticamente, que basaba su cierre en la forma de una tapa de un bote de pintura puesta al revés. Su éxito fue tal que hoy en día es el recipiente más empleado para poder llevar comida al trabajo o introducir alimentos en los refrigeradores, congeladores o despensas. Las primeras fiambreras fueron de polietileno y posteriormente se hicieron populares las de metal, pero con el advenimiento de los hornos microondas se ha vuelto al plástico.

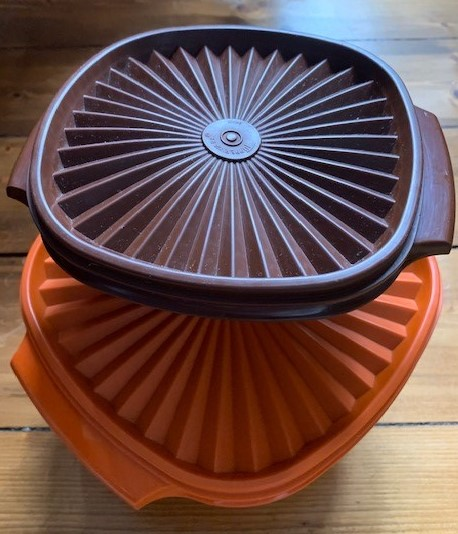
Recipientes Tupperware de colores

Earl Silas Tupper trabajaba como empleado de la compañía química DuPont a comienzos de los años 1930 y experimentaba con polímeros sintéticos (el ingeniero Wallace Carothers había descubierto en 1928 el poliéster, la poliamida y el neopreno trabajando para DuPont) cuando descubrió un método para purificar los desechos del proceso de refinación del petróleo y convertirlos en un material durable, flexible y sin ninguna propiedad tóxica.
Actualmente se emplean en la fabricación de los recipientes diferentes tipos de polímeros: policarbonato, polietileno y polipropileno, entre otros.
Earl Silas Tupper inició una empresa de elaboración de plásticos en el año 1938 que llamó Tupperware Plastics Company. Tras su éxito en ventas, merced al plan de venta por demostración implantado por Brownie Wise, vendió en 1958 la empresa a Rexall Drugs Corporation, que posteriormente devino en Dart Industries.
La patente de Tupper expiró en 1984, a los pocos meses de su muerte.
Tupperware se vende en más de 100 países en cinco continentes.

## El uso coloquial

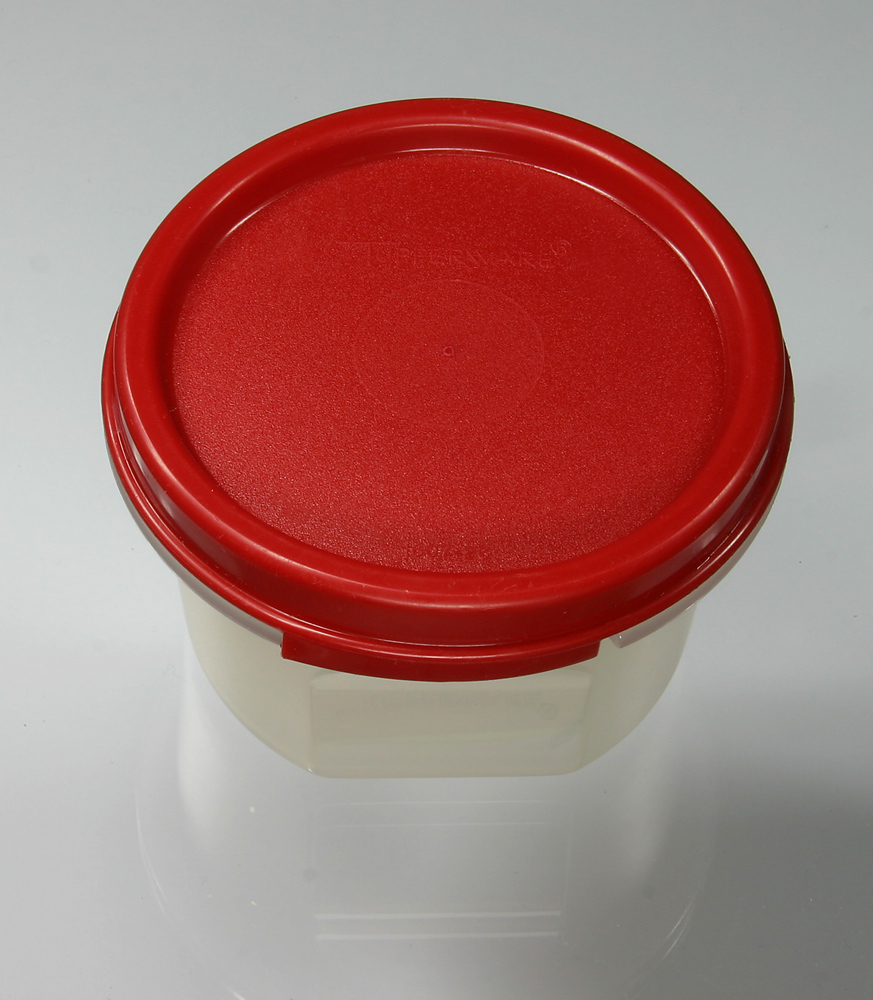
Clásica fiambrera o tartera

Con independencia de que estos recipientes correspondan o no a los comercializados bajo la marca Tupperware, en español se ha popularizado el apócope táper (plural: táperes) como adaptación española del extranjerismo tupper para designar a este tipo de recipientes herméticos. La Fundéu señala que el término táper está recogido en obras lexicográficas de referencia del idioma español (como el Diccionario Clave y el Diccionario del español actual de Manuel Seco, Gabino Ramos y Olimpia Andrés). Pese a que la Real Academia Española ha recomendado en el pasado emplear otros nombres tradicionales en nuestra lengua, como portacomidas, fiambrera, tartera, tarrina, lonchera o portaviandas, a partir de la actualización de 2018 se ha incluido la palabra táper en el Diccionario de la Lengua Española.

## Cronología
- 1938: Earl Tupper funda la Earl S. Tupper Company para crear plásticos.
- 1945: El Sr. Tupper introduce en el mercado su primer producto: un artículo de baño.
- 1946: La compañía presenta su producto bandera, un conjunto de boles redondos con tapas herméticas, son los tazones Maravilla.
- 1948: El Sr. Tupper conoce a Brownie Wise, una vendedora de Stanley Home Products (Stanhome).
- 1951: Brownie Wise es nombrada vicepresidenta de Tupperware Home Products.
- 1958: Wise es despedida de la compañía por graves desavenencias con Earl Tupper.
- 1958: Tupper vende su empresa a Rexall Corporation por 16 millones de dólares y se retira laboralmente a la edad de 51 años.
- 1983: Earl Tupper muere de un ataque al corazón en Costa Rica. Contaba con 76 años de edad.
- 1986: Tupperware forma parte de Premark International.
- 1990: Tupperware contrata a Morison Cousins, diseñador del dispensador Dixie Cup, como vicepresidente de diseño.
- 1996: Tupperware se hace una empresa independiente.
- 2000: Tupperware compra BeautiControl, una firma que vende productos de belleza a través de demostraciones en casa.
- 2001: Morison Cousins muere de cáncer a los 76 años de edad.
- 2002: Tupperware forma una alianza con Target Corporation.
- 2024: Tupperware se declara en quiebra.[5] Cierra en Argentina, Ecuador, Colombia y otros países, concentrándose solo en sus ocho mercados clave: EEUU, México, Brasil, China, Canadá, Corean, India y Malasia.